# 基斯·阿斯金斯
基斯·阿斯金斯（英語：Keith Bernard Askins，1967年12月15日—），曾为美国NBA联盟的职业篮球运动员。